# 搏克

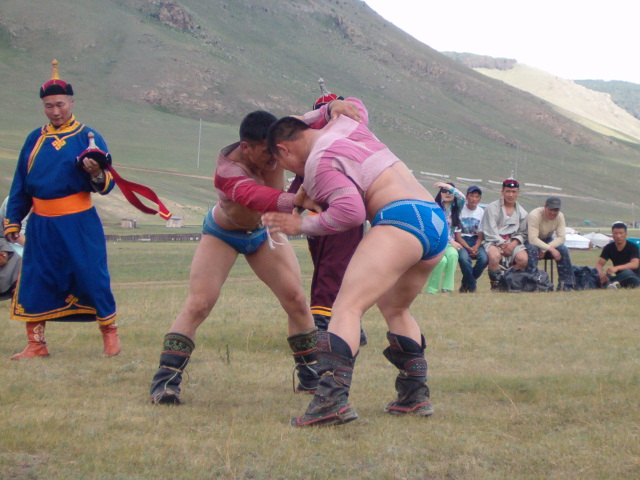
蒙古国那达慕大赛上的搏克比赛

搏克，意指「攻不破、摔不爛、持久永恒」，即蒙古式摔跤，是蒙古族和其他一些草原民族的传统竞技，与射箭和赛马并称为“男儿三艺”之一。大规模的搏克比赛常常在那达慕大会上举行，选手不分级别进行单败淘汰赛，直到决出冠军。
早期的搏克规则类似于自由式摔跤，即便是一方倒地仍可继续进行，对于选手的动作也没有太多限制，导致比赛中经常出现伤亡，在蒙古史书和传说中，也可以看到统治者通过预先安排好的搏克比赛阴谋杀死政治对手的记载。
经过多年的演变，不同地区的搏克发展出了不同的规则。中国新疆地区的瓦剌搏克规则规定一方双肩同时着地为输；蒙古国的规则规定一方肩、膝或者肘的任何部分触地为输；中国内蒙古则规定脚踝或者膝盖以上的任何身体部位触及地面即算输（喀尔喀规则允许一只手触地）。在动作方面，内蒙古的乌珠穆沁和呼倫貝爾规则规定一方的手不得触及对方的腿，但喀尔喀规则却正相反，规定一方必须通过抱腿摔倒对方才有效，蒙古国的规则允许抱腿摔。呼倫貝爾规则允许踢对手的腿，但是所有其他规则均禁止这种行为。鄂尔多斯、阿拉善和瓦剌规则规定比赛开始时双方必须抱在一起，而乌珠穆沁、喀尔喀和呼倫貝爾规则则无此规定。
搏克手必须遵守一定的礼节，在比赛前后必须向对手和观众致意，对手衣服松乱时必须停止进攻，摔倒对手后必须帮助对手站起。
搏克手上身穿用皮革制成的红色或蓝色短袖无领紧身夹克，前襟敞开露出胸部，称作“昭达格”，蒙古国跤手下身穿紧身红色或者蓝色短裤，内蒙古跤手则穿宽松短裤，腰系短裙，称“希力布格”，脚蹬皮制长靴。